# Kombika
Kombika är ett kundregister över samtliga aktuella vårdenheter i Region Stockholm. Namnet är härlett från kombinerad inrättning, klinik och avdelningskod. Koderna används för att identifiera en vårdenhet ner till lägsta nivå, det vill säga ner till avdelning och mottagning. Koden är uppbyggd av inrättningskod, klinikkod och avdelnings-/mottagningskod.